# Хулани, Амина
Амина Хулани — сирийка, выжившая в тюрьмах Асада и получившая статус беженки в Манчестере, в Великобритании, в 2014 году. С тех пор она агитировала за других заключенных и оказывала поддержку их семьям.

## Жизнь
В 2013 году её арестовали после сирийских мирных акций протеста. Она отсидела полгода, её мужа посадили в тюрьму Седная на два с половиной года. Тогда в тюрьму попало 140 000 сирийцев, трое её братьев умерли в тюрьме.
В 2014 году она покинула Сирию. Хулани посвятила себя кампаниям по освобождению других сирийских заключенных, а в 2017 году стала одной из основательниц «Семей за свободу» — британской благотворительной организации, которая помогает семьям задержанных или пропавших без вести.
4 марта 2020 года госсекретарь США выбрал её получательницей Международной женской премии за отвагу. После церемонии она посещала Бирмингем, штат Алабама.

## Частная жизнь
Амина замужем, у неё трое детей, семья живёт в Хилде (англ. Heald Green) в Манчестере.